# 君特·斯瑞
君特·斯瑞（Günther Schlee）現時是德國在薩勒河畔的哈雷的马克斯普朗克社会人类学研究所的董事，亦是研究所第一部門（專門研究整合與衝突，"Integration and Conflict"）的部門領導者。他原是比勒費爾德大學的社會人類學教授，直到1999年為止。曾在漢堡研究人類學、一般語言學及罗曼语族的研究。他對東非一帶，如：索馬里蘭、索馬里亞、南埃塞俄比亞、肯尼亞及蘇丹的藍尼羅河流域有很深入的研究，是這方面的權威。
在語言學方面，斯瑞留意到波拉納語與Sakuye語的關係，亦留意到說波拉納語的以非穆斯林為主。